# 迈什泰尔哈齐·奥蒂洛
迈什泰尔哈齐·奥蒂洛（1974年1月30日—）匈牙利社会党 (MSZP)政治家，2010年任党主席。2010年议会选举和2014年议会选举作为总理候选人参加竞选。

## 生平
迈什泰尔哈齐1974年出生于佩奇。1988-1992年在维斯普雷姆读完中学(Lovassy László Gimnázium)， 1992-1997年进入布达佩斯考文纽斯大学经济系，1997年毕业。此后留学西班牙巴利亚多利德大学 (1995–1996)、维也纳外交学院(1996–1998)和荷兰格罗宁根大学(1997)。获得博士学位。
1997年和1998年在总理府任经济和欧洲一体化专家，1999-2000年任伟达公共关系顾问公司公共关系部经理。200年返回政坛，任迈杰希·彼得总理的顾问。2002-2004年任儿童、青年和体育部长。2003年成为社会党执行委员，2004年进入匈牙利国民议会，2004到2006年任青年、家庭、社会事务和机会均等部长。2009年4月被选为社会党副主席，2010年当选主席。

## 家庭
迈什泰尔哈齐已婚有两个孩子。他会讲英语和西班牙语。